# Stigmatodon funebris
Stigmatodon funebris é uma espécie de planta do gênero Stigmatodon e da família Bromeliaceae. Stigmatodon
funebris é uma espécie de
inflorescência composta, pedúnculo ereto e muito robusto, endêmica de
inselbergs de terras baixas da região Sul do Espírito Santo.
A espécie possui lâmina verde-vinosa com presença de cera epicuticular alva, tornando-a morfologicamente relacionada a Stigmatodon belloi e Stigmatodon attenuatoides.

## Taxonomia
A espécie foi descrita em 2016 por Michael H.J. Barfuss, Gregory K. Brown e Elton Martinez Carvalho Leme.
O seguinte sinônimo já foi catalogado:  
- Vriesea funebris  L.B.Sm.

## Forma de vida
É uma espécie rupícola e herbácea.

## Descrição
| Caule                                   | Caule                 |
| --------------------------------------- | --------------------- |
| propagação vegetativa                   | por broto basal       |
| Folha                                   |                       |
| tipo de roseta                          | infundibuliforme      |
| forma das lâminas                       | triangular/sublinear  |
| Inflorescência                          |                       |
| tipo de ramificação                     | composta              |
| orientação do pedúnculo                 | ereto/subereto        |
| forma das brácteas do pedúnculo         | oval/largamente ovada |
| sulco / nervura na bráctea do pedúnculo | ausente               |
| cor das brácteas florais                | vinácea               |
| ápice das brácteas florais              | obtuso                |
| número de flores                        | mais de 35            |
| Flor                                    |                       |
| forma das sépalas                       | elíptica              |

## Conservação
A espécie faz parte da Lista Vermelha das espécies ameaçadas do estado do Espírito Santo, no sudeste do Brasil. A lista foi publicada em 13 de junho de 2005 por intermédio do decreto estadual nº 1.499-R.

## Distribuição
A espécie é encontrada no estado brasileiro de Espírito Santo.
Em termos ecológicos, é encontrada no domínio fitogeográfico de Mata Atlântica, em regiões com vegetação de vegetação sobre afloramentos rochosos.